# Castillo de la Mandria

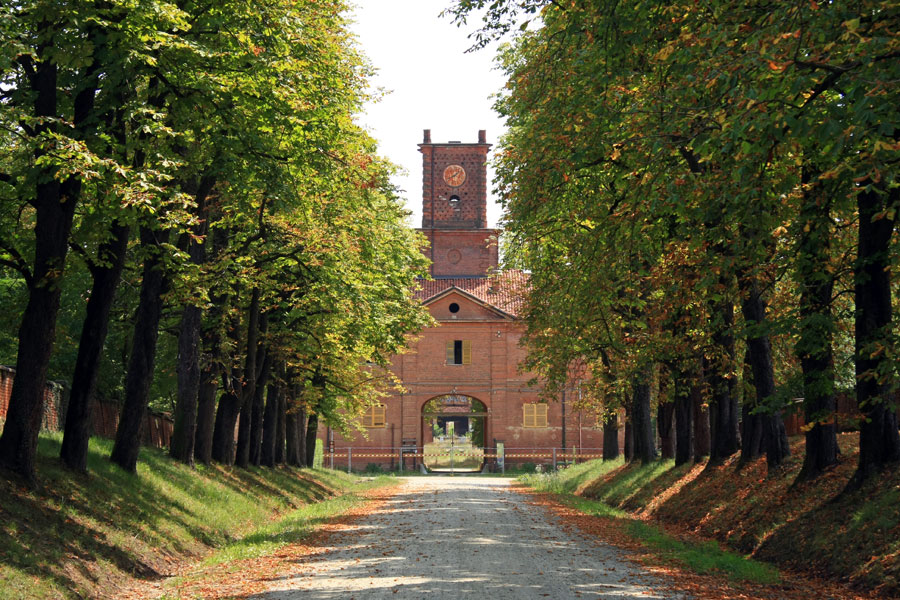
Paseo de Borgo Castello

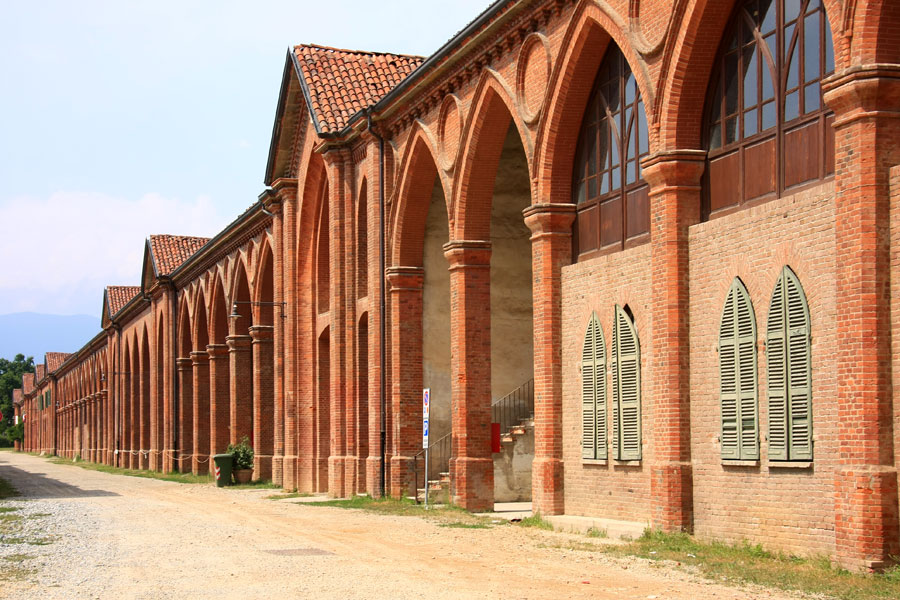
Ala que alberga las oficinas del Ente del Parque regional

El castillo de la Mandria (en italiano, Borgo Castello nel parco de La Mandria) es una de las Residencias de la casa real de Saboya declaradas Patrimonio de la Humanidad por la Unesco en el año 1997. Tiene el código 823-017 y se encuentra en via Carlo Emanuele II, 256 de Venaria Reale (provincia de Turín, en el Piamonte, Italia).
El Borgo Castello de La Mandria se encuentra situado en el Parque regional de La Mandria. Adquirió importancia en el año 1863 cuando el rey padre de Italia, Víctor Manuel II, decidió trasladarse junto con su segunda familia, formada por su esposa morganática, Rosa Vercellana y los hijos habidos con ella: Vittoria (1848-1905), y Emanuele (1851-1894).

## Historia
Se tienen noticias de un pequeño pueblo existente en el interior de esta zona boscosa ya desde el siglo XVIII (Michelangelo Garove trabajó aquí en 1708) de cuando Víctor Amadeo II de Saboya construyó los establos necesarios en el vecino palacio de Venaria Reale, en la reserva de caza activa ya desde el siglo XVI.
Felipe Juvara trabajó aquí en el curso de los años 1720.
En 1860 a petición de Víctor Manuel II se iniciaron las labores de ampliación del pequeño pueblo, en los que trabajó también Ernesto Melano, que lo transformaron en un espléndido castillo de 35.000 m², que se presenta hoy como un enorme rectángulo de 280 metros por 100 con tres patios internos, dos elegantes espinas dividen el patio de honor central de los patios con árboles.
El rey pretendía crearse una residencia privada (el Borgo Castello no pertenecía de hecho a la Corona) en el interior de la cual poder vivir con su segunda familia, creada con la mujer morganática Rosa Vercellana. Las habitaciones que allí surgieron son conocidos como los Appartamenti Reali di Borgo Castello, y se deben a la intervención de Domenico Ferri.
En 1861 se realizó el Castello dei Laghi («Castillo de los lagos»), se establecieron los cimientos de la manica neogotica y Vincenzo Vela esculpió el grupo en piedra representando un caballito de mar que lucha con un tritón, colocada en la fuente en el centro del primer patio.
Al enorme castillo se añadió la Bizzarria y algunos otros locales destinados a los establos. Los edificios son todos en terracota, como para el palacio Carignano. Con el traslado de la corte saboyana a Roma, La Mandria fue cedida a finales del siglo XIX a los marqueses Médici del Vascello que crearon el sistema de drenaje aún visible. En la posguerra la propiedad fue fraccionada y desfigurada completamente por una pista de pruebas de Fiat, dos campos de golf y un centro residencial. En 1976 la región del Piamonte adquirió el castillo y otras 1.300 hectáreas de parque, instituyéndolo como parque regional. En los años noventa fue adquirida también la Tenuta dei Laghi y otro pequeño castillo. Actualmente los edificios están en proceso de restauración lo mismo que el castillo de Venaria.